# Calímaco (militar)
Calímaco (en griego antiguo Καλλίμαχος) fue un polemarca ateniense en el año 490 a. C. y uno de los comandantes en la batalla de Maratón.
Como polemarca, Calímaco tenía un voto en los asuntos militares junto con los diez strategoi (los generales), como Milcíades, quien  convenció a Calímaco de que votara a favor de una batalla cuando los estrategos estuvieron indecisos sobre el asunto.
En la batalla de Maratón, Calímaco mandaba el ala derecha del ejército ateniense, ya que era costumbre entre los atenienses que el polemarca mandara dicha ala. Las alas derecha e izquierda (el ala izquierda liderada por los platenses) rodearon a los persas después de una carga aparentemente suicida por la línea central. Aunque los griegos salieron victoriosos, Calímaco murió en el combate. Resultó muerto durante la retirada de los persas, mientras los estaba persiguiendo a sus naves.
Siglos posteriores, sin cierta seguridad de su fuente,posiblemente apócrifa o de alguna fuente perdida, en las narraciones de Plutarco encontramos escrito; "fue atravesado por tal número de lanzas persas que, incluso muerto, permanecía erquido" (Plutarco Parall. Minora 1,1).